# Christian Geffray
Christian Geffray, né le 31 août 1954 à Poissy et mort le 9 mars 2001 à Pontoise, était un anthropologue africaniste français.
Docteur en ethnologie de l'École des hautes études en sciences sociales (EHESS) (1987), il a été Directeur de recherche à l'Institut de recherche pour le développement (IRD, ex-Orstom) et Chercheur au Centre d'études africaines de l'EHESS.

## Publications
- La Cause des armes au Mozambique : anthropologie d'une guerre civile, Paris, Karthala,  Nairobi : CREDU, 1990 (Les Afriques).  (ISBN 2-86537-264-2)
- Ni père ni mère : critique de la parenté, le cas makhuwa, Paris, Éditions du Seuil, 1990.  (ISBN 2-02-011613-8)
- Chroniques de la servitude en Amazonie brésilienne : essai sur l'exploitation paternaliste, Paris, Karthala, 1995  (ISBN 2-86537-630-3)
- Le Nom du Maître : contribution à l'anthropologie analytique, Strasbourg, Arcanes, « Hypothèses », 1997.  (ISBN 2-910729-19-2)
- Trésors  : anthropologie analytique de la valeur, Strasbourg, Arcanes, « Hypothèses », 2001.  (ISBN 2-910729-34-6)
- Avec Guilhem Fabre et Michel Schiray (dir.), Globalisation, drugs and criminalisation : Final research report on Brazil, China, India and Mexico, publié par le Programme UNESCO-MOST, Management of social transformations [and] UN-ODCCP, United Nations Office for drug control and crime prevention, Paris, UNESCO, 2002. 3 vol. 
  - Vol. 1, Executive summary, drug trafficking and the state, Part 1 ;
  - Vol. 2, Drug trafficking, criminal organisations and money laundering, Part 2 ;
  - Vol. 3, Social and cultural dimensions of drug trafficking, Part 3 ; Methodological, institutional and policy dimensions of the research on drug trafficking, Part 4.